# CS Universitatea Craiova
CS Universitatea Craiova ist ein rumänischer Fußballverein aus Craiova. Er spielt zurzeit in der Liga 1, der höchsten rumänischen Spielklasse.

## Geschichte
CS Universitatea Craiova entstand 2013, als FC Universitatea Craiova vom rumänischen Fußballverband ausgeschlossen wurde. Somit verlor die Stadt Craiova ihre Fußballmannschaft. Um weiterhin einen Fußballverein in der Stadt zu haben, wurde CS Universitatea Craiova gegründet.
Am 14. August 2013 wurde der Verein in den rumänischen Fußballverband aufgenommen und startete in der Liga II. Sein erstes Spiel bestritt er am 27. August im Cupa României gegen Pandurii Târgu Jiu II, welches mit 6:1 gewonnen wurde.
In der Saison 2013/14 wurde der Verein Erster in der Serie II der Liga II und stieg in die erste Liga auf. In der folgenden Saison konnte der Verein sich mit einem 5. Platz gut in der Liga I behaupten.
Nach einem siebten Platz in der Spielzeit 2015/16 erreichte CS Universitatea Craiova in der Saison 2016/17 den fünften Platz. Da der Viertplatzierte CFR Cluj keine UEFA-Lizenz erhielt, rückte CS U in die 2. Qualifikationsrunde zur UEFA Europa League 2017/18 nach und traf dort auf die AC Mailand. Die Rumänen verloren jedoch beide Spiele mit 0:1 und 0:2.
In der Saison 2017/18 erreichte Universitatea Craiova den dritten Platz im Meisterschafts-Play-off. Darüber hinaus stand der Verein erstmals seit seiner Neugründung im Finale des rumänischen Pokals. Dieses wurde mit 2:0 gegen den FC Hermannstadt gewonnen, womit der Verein seinen ersten Titel erlangte. Die anschließende Partie im Supercup verlor man jedoch mit 0:1 gegen CFR Cluj. CS U stieg diesmal in die 3. Qualifikationsrunde zur UEFA Europa League ein. Gegen RB Leipzig verlor man das Hinspiel mit 1:3, im Rückspiel zuhause gab es ein 1:1.
Auch in der Saison 2018/19 ergatterte Universitatea Craiova als Viertplatzierter einen Qualifikationsplatz für die Europa League. Diesmal startete der Verein aber bereits in der ersten Runde der Qualifikation. Er schaltete hierbei den Səbail FK (3:2/3:2) und Honvéd Budapest (0:0/0:0; 3:1 i. E.) aus. In der dritten Runde kam es zum Duell gegen AEK Athen. Nachdem man zuhause mit 0:2 verloren hatte, kam man im Rückspiel in Athen nicht über ein 1:1 hinaus.
Die Saison 2019/20 wurde aufgrund der COVID-19-Pandemie im März unterbrochen. Zu diesem Zeitpunkt stand Universitatea Craiova auf dem zweiten Platz hinter CFR Cluj. Diesen hielt man auch nach Wiederaufnahme des Spielbetriebs, sodass der Verein seine bislang beste Ligaplatzierung erreicht hatte. Ebenso wurde wegen der Pandemie jede Runde der Europa-League-Qualifikation auf eine Partie reduziert. So unterlag man in der ersten Runde Lokomotive Tiflis auswärts mit 1:2 und schied ohne Rückspiel aus.
In der Saison 2020/21 erreichte CS U den dritten Platz und auch das Pokalfinale. Dabei ließ man dem schwer von Schulden belasteten Absteiger Astra Giurgiu keine Chance und gewann nach Verlängerung mit 3:2. Der Verein konnte daraufhin auch erstmals den Supercup gewinnen, nachdem man CFR Cluj nach 0:0 im Elfmeterschießen bezwang. In der 2. Qualifikationsrunde zur neu gegründeten UEFA Europa Conference League unterlag man knapp dem KF Laçi (0:1/0:0).
In der Saison 2021/22 erreichte Universitatea Craiova erneut Platz 3, musste sich den Qualifikationsplatz für die Europa Conference League aber in einer zusätzlichen Play-off-Partie gegen den FC Botoșani erkämpfen, die mit 2:0 gewonnen wurde. Der Verein stieg in der zweiten Qualifikationsrunde ein und erreichte nach Weiterkommen gegen KS Vllaznia Shkodra (1:1/3:0) und Sorja Luhansk (0:1/3:0) erstmals die Play-off-Runde. Dort endeten beide Partien gegen Hapoel Be’er Scheva mit 1:1, jedoch unterlag man den Israelis im Elfmeterschießen.
In der Saison 2022/23 belegte Universitatea Craiova in der Abschlusstabelle den vierten Platz. Da der amtierende Pokalsieger Sepsi OSK allerdings nicht unter den drei Bestplatzierten landete, durfte CS U diesmal nicht international mitwirken. Dies änderte sich in der Folgesaison, als man den dritten Platz erreichte und in einer denkwürdigen Play-off-Partie gegen Universitatea Cluj antreten musste. Die Partie ging zum Stand von 0:0 in die Verlängerung; Universitatea Craiova erzielte seinen Treffer in der 120. Minute per Strafstoß. Ein weiteres Tor für den Favoriten, das zwei Minuten später fiel, wurde aberkannt. Daraufhin versenkte Universitatea Cluj in der zehnten Minute der Nachspielzeit ebenfalls einen Strafstoß. Der Verein aus Craiova musste sich daher im Elfmeterschießen durchsetzen – und dies tat er dann auch.

## Erfolge
- Rumänischer Vizemeister (1): 2019/20
- Rumänischer Pokalsieger (2): 2017/18, 2020/21
- Rumänischer Supercup-Sieger (1): 2021

## Europapokalbilanz
| Saison  | Wettbewerb                    | Runde                  | Gegner                 | Gesamt          | Hin     | Rück          |
| ------- | ----------------------------- | ---------------------- | ---------------------- | --------------- | ------- | ------------- |
| 2017/18 | UEFA Europa League            | 3. Qualifikationsrunde | AC Mailand             | 0:3             | 0:1 (H) | 0:2 (A)       |
| 2018/19 | UEFA Europa League            | 3. Qualifikationsrunde | RB Leipzig             | 2:4             | 1:3 (A) | 1:1 (H)       |
| 2019/20 | UEFA Europa League            | 1. Qualifikationsrunde | Səbail FK              | 6:4             | 3:2 (A) | 3:2 (H)       |
| 2019/20 | UEFA Europa League            | 2. Qualifikationsrunde | Honvéd Budapest        | 0:0 (3:1 i. E.) | 0:0 (A) | 0:0 (H)       |
| 2019/20 | UEFA Europa League            | 3. Qualifikationsrunde | AEK Athen              | 1:3             | 0:2 (H) | 1:1 (A)       |
| 2020/21 | UEFA Europa League            | 1. Qualifikationsrunde | Lokomotive Tiflis      | 1:2             | 1:2 (A) | 1:2 (A)       |
| 2021/22 | UEFA Europa Conference League | 2. Qualifikationsrunde | KF Laçi                | 0:1             | 0:1 (A) | 0:0 (H)       |
| 2022/23 | UEFA Europa Conference League | 2. Qualifikationsrunde | KS Vllaznia Shkodra    | 4:1             | 1:1 (A) | 3:0 (H)       |
| 2022/23 | UEFA Europa Conference League | 3. Qualifikationsrunde | Sorja Luhansk          | 3:1             | 0:1 (A) | 3:0 (H)       |
| 2022/23 | UEFA Europa Conference League | Play-offs              | Hapoel Be’er Scheva    | 2:2 (3:4 i. E.) | 1:1 (H) | 1:1 n. V. (A) |
| 2024/25 | UEFA Conference League        | 2. Qualifikationsrunde | NK Maribor             | 3:4             | 0:2 (A) | 3:2 (H)       |
| 2025/26 | UEFA Conference League        | 2. Qualifikationsrunde | FK Sarajevo            | 5:2             | 1:2 (A) | 4:0 (H)       |
| 2025/26 | UEFA Conference League        | 3. Qualifikationsrunde | Spartak Trnava         | 6:4             | 3:0 (H) | 3:4 n. V. (A) |
| 2025/26 | UEFA Conference League        | Play-offs              | Istanbul Başakşehir FK | -:-             | -:- (A) | -:- (H)       |

Gesamtbilanz: 25 Spiele, 7 Siege, 8 Unentschieden, 10 Niederlagen, 33:31 Tore (Tordifferenz +2)